# Thalassodes floccosa
Thalassodes floccosa är en fjärilsart som beskrevs av Louis Beethoven Prout 1917. Thalassodes floccosa ingår i släktet Thalassodes och familjen mätare. Inga underarter finns listade i Catalogue of Life.